# Pico de la Padiorna
El pico de la Padiorna es una cumbre enclavada en el Macizo Central de los Picos de Europa o macizo de los Urrieles, en la divisoria entre Cantabria y León.
Está situada entre la Vega de Liordes y el jou de Lloroza, perfectamente visible desde Fuente Dé. La vía normal de ascenso, desde el Mirador del Cable, es por la parte sur del Jou de Lloroza hasta alcanzar la canal de San Luis hacia el Hoyo Oscuro. Sin entrar en el Hoyo Oscuro, hay que girar en dirección suroeste hacia la Colladina de las Nieves (2010 metros), desde donde se alcanza fácilmente el Pico. Es un magnífico mirador sobre la Vega de Liordes.